# ロバート・ダン
ロバート・エリス・ダン（英：Robert Ellis Dunn、1928年-1996年7月5日）は、アメリカの音楽家および振付家。ダンスの構成法のクラスを通じて、1960年代初頭のニューヨークにおいてポストモダンダンスが生まれるきっかけを作った。

## 生い立ち
ダンはオクラホマ州で生まれ、若い頃にはタップ・ダンサーとして州内をツアーしている。とはいえ最初に身に付けたのは音楽の素養で、ニューイングランド音楽院で作曲と楽理を学んだ。1955年から1958年にかけてはボストン音楽院でダンスを学び、音楽院のダンサーに打楽器を教えている。ダンがマース・カニンガムと共同作業を始めたのもここである。

## 活動
ロバート・ダンは、1958年にボストンとニューヨークでのマース・カニンガムの公演で最初のコラボレーションを行った。その後すぐにニューヨークに移ると、カニンガム・スタジオでピアノ伴奏者として働き始める。ニューヨークのニュー・スクール・フォー・ソーシャル・リサーチでジョン・ケージの作曲セミナーに通っていると、カニンガム・スタジオでケージから教わったクラスをダンが引き継ぐようにとケージが促した。ダンは、音楽に関するケージの様々な理論を使って身体運動のクラスを指導した。 受講生には、音楽家、美術家、ダンサー（ シモーヌ・フォルティ、デヴィッド・ゴードン、スティーヴ・パクストン、メレディス・モンク、ルシンダ・チャイルズ、イヴォンヌ・レイナー、トリシャ・ブラウン）などがいた。
1962年7月、受講生たちはジャドソン記念教会で自分たちの作品を上演した。この公演は現代ダンスにおける新時代の始まりと見なされており、振付とその遂行に対する新鮮なアプローチ、とりわけ即興の使用に、際立った特色があった。 ダンはコロンビア大学ティーチャーズカレッジやメリーランド大学カレッジパーク校など、多くの専門学校や大学で引き続き教鞭をとった（メリーランド大学カレッジパーク校での教員職は近年まで続いていた）。また1965年から1972年まで、リンカーン・センターのニューヨーク公共舞台芸術図書館にあるリサーチ・ダンス・コレクションのアシスタント・キュレーターも務めている。ダンはいわゆる「ダンス・フォー・カメラ」あるいは「ヴィデオダンス」にも興味を持ち、マシュー・チャーノフとともにインスタレーション作品を制作して、没後となったが1997年1月30日にミルウォーキーのハガティ美術館で公開された。 1996年7月5日、メリーランド州ニューキャロルトンで心不全のため死去。67歳であった。

## 思想
ダンは、価値判断を下さないジョン・ケージの教授法に影響を受け、作品を褒めたり批評を加えたりすることよりも、構造・形式・方法・素材の分析を行った。新しいダンスの形を生み出すための、フレージング、テクニック、音楽性、ロジックなどについての実験へと受講生の背中を押したのである。またダンスを形作る各要素を定義するために文章を書くことも勧めた。 動きは即興から生み出され、また多様な変数がその動きに変化を与えた。例えばスタジオの窓から見える信号機の表示の切り替わりをキューとしてタイミングが設定されることもあった。  1962年にジャドソン記念協会で行われた公演は歴史的事件となった――すなわちポストモダンダンスの始まりである。 音楽、動き、環境的要素などに関わるダンの実験的姿勢が数多くのポストモダンのダンサーたちに影響を与えた。その中にはコンタクト・インプロヴィゼーションの父であるスティーヴ・パクストンもいた。後にダンはヴィデオダンスにも関心を向けた。強い関心があるわけではない人々にもダンスを届けることができ、また振付家にとっては、作品の細部に観客の注意を向けさせる手段にもなると考えたのである。 ダンは構成法に関して明確な考えを持っていたが、他方では動きのスタイルを固定することには関心がなく、自分の作品は理論の証明ではなく展開のプロセスとして見てもらいたいと常に語っていた。

## 栄誉・受賞
ダンは1985年に「ベッシー」ニューヨーク・ダンス・アンド・パフォーマンス・アワードを受賞した。 1988年にはアメリカン・ダンス・ギルド・アワードを受賞、1993年にはラバン／バルテニエフ運動研究所（LIMS）がダンの名を冠した奨学金を設けた。マシュー・チャーノフとともに制作したヴィデオダンス作品 DanceFindings: Robert Ellis Dunn Videodance Installation は、1997年冬にハガティ美術館で展示された。

## ロバート・ダンの言葉
イヴォンヌ・レイナーは、1972年12月にArtforumに掲載された談話でダンに向けてこのように語った。「あなたの教えが何か1つの解を押し付けたことは一度もなかったと思う」。 
ロバート・ダン「自分の人生に関わる最大の学びの機会が二つあった、と何年か前から考えるようになった。すなわち50年代後半から60年代前半の、実験音楽の師であるジョン・ケージ、 そして70年代前半の、動作分析の師であるアームガルド・バーテニエフだ。いずれも影響はあまりに深く広範で、個々に切り出して客観的に吟味することなどできない」（ストラスモア美術館にて）
ロバート・ダン「かなり前のことだが、このヴィデオダンスという形態に興味を持ったのは、舞台上でのダンスを撮影したヴィデオ映像に不満を感じ（たとえダンサーたちには記録として役立っていても）、また同時に、ダンスと肉体を信じ難いほど詳細に見せることができるヴィデオの素晴らしい可能性が十分に活かされていないと感じたからだ」（ヴィデオダンス・プロジェクトについて） 
ビデオの素晴らしい能力に課された制限の信じられないほどの詳細を提示する制限を通じて、この特定の芸術形態に興味を持ちましたダンスと人体。」 -Robert Dunnがビデオダンスプロジェクトについて話し合っています。 

## 註
1. 1 2 3 4  Dunning, Jennifer (1996年7月15日). “Robert Ellis Dunn, 67, a Pioneer in Postmodern Dance Movement”. The New York Times 2010年5月22日閲覧。
2. 1 2  Morgenroth, Joyce (1987). Dance Improvisations. Pittsburgh, PA: University of Pittsburgh Press. ISBN 9780822953869
3. 1 2  Morgenroth, Joyce (2004). Speaking of Dance. Routledge. ISBN 9780415967983
4. ↑  Morgenroth, Joyce (1987). Dance Improvisations. Pittsburgh, PA: University of Pittsburgh Press. ISBN 9780822953869
5. 1 2   A Journal of Performance and Art. The MIT Press. (1996)
6. ↑  The Bessies - Award Archive
7. ↑  In memoriam: Robert Ellis Dunn, 1928-1996
8. ↑   A Journal of Performance and Art. The MIT Press. (1996)
9. 1 2  Edsall, Mary (1997). Dance Research Journal. Congress on Research in Dance